# Symphylellopsis alba
Symphylellopsis alba är en mångfotingart som beskrevs av Michelbacher. Symphylellopsis alba ingår i släktet Symphylellopsis och familjen slankdvärgfotingar. Inga underarter finns listade i Catalogue of Life.